# Radka Toneff
Ellen Radka Toneff (25. června 1952 Oslo – 21. října 1982 Oslo) byla norská zpěvačka, klavíristka a skladatelka. Je považována za jednu z nejvýraznějších postav norské jazzové scény.

## Dětství a studia
Radka Toneff pocházela z norsko-bulharské rodiny. Narodila se v Oslu, vyrůstala v Lambertseteru a Kolbotnu. Otec Toni Toneff byl bulharský folkový hudebník, matka hrála na klavír. Radka se od šesti let učila na klavír a v letech 1971–1975 studovala konzervatoř v Oslu. Uvažovala o tom, že se stane učitelkou hry na klavír.

## Radka Toneff Quintet
V období studií se seznámila s jazzovými muzikanty Jonem a Erikem Balkem. Později se seznámila s basistou Arildem Andersenem a kytaristou Jonem Ebersonem. Společně hráli v Radka Toneff Quintet (kde působili i další muzikanti, např. Jon Christensen) a vydali alba Winter Poem (1977) a It don't come easy (1979). Úspěch obou alb a vystoupení na festivalech a v televizi měly za následek nárůst popularity, v roce 1977 byla Radka Toneff vyhlášena norským umělcem roku.

## Album Fairytales a sebevražda
V roce 1979 se seznámila se Stevem Dobrogoszem, americkým klavíristou žijícím ve Švédsku, se kterým začala úzce spolupracovat. Společně vydali album Fairytales (1982), které se stalo jejím nejznámějším albem. V říjnu téhož roku spáchala sebevraždu, její tělo bylo nalezeno v bygdøyském lese v Oslu. Příčinou úmrtí bylo předávkování prášky na spaní. Bylo jí 30 let.

## Odkaz
Navzdory krátkému životu Radky Toneff zůstává její tvůrčí odkaz nadále živý. Tři alba Radky Toneff byla vydána posmrtně. Zisk z alb Fairytales a Live in Hamburg je určen pro mladé nadějné umělce v rámci každoročního předávání hudební ceny Radka Toneff Memorial Award. Marta Breen napsala její životopis v noršině, Radka Toneff – Hennes korte liv og store stemme, který byl vydán nakladatelstvím Kagge Vorlag v roce 2008. V anketě pořádané v roce 2011 norským deníkem Morgenbladet označili norští hudebníci album Fairytales za vůbec nejlepší album norské hudební tvorby.

## Diskografie
- 1977: Winter Poem, s Radka Toneff Quintet (Zarepta)
- 1979: It Don't Come Easy, s Radka Toneff Quintet (Zarepta)
- 1982: Fairytales, se Stevem Dobrogoszem (Odin Records)
- 1992: Live in Hamburg, se Stevem Dobrogoszem, Arildem Andersenem, a Alexem Rielem (Odin Records, nahráno v roce 1981)
- 2003: Some Time Ago – A Collection of Her Finest Moments (Verve/Universal Music)
- 2008: Butterfly (Curling Legs)

## Ukázka tvorby
- Radka Toneff Moon's a Harsh Mistress na YouTube
- Radka Toneff mix písní na You Tube, včetně živých vystoupení